# Urd
«Urd» (укр. Урд) — норвезький жіночий журнал, що існував з 1879 по 1958 рік.

## Історія та зміст
«Urd» був названий на честь Урдр, вартової Іґґдрасілля у скандинавській міфології. Його заснували сестри Сесілія та Анна Бо у 1879 році. Анна була головною редакторкою до 1933 року, тоді як Сесілія відповідала за фінанси. Журнал вирізнявся більшою кількістю статей про мистецтво та культуру, ніж багато інших жіночих журналів, а також виразною вірою в прогрес і християнським спрямуванням. Він також містив статті про боротьбу за виборчі права жінок.
Журнал припинив своє існування у 1958 році через слабке фінансування.